# Crameria
Crameria là một chi bướm đêm thuộc họ Noctuidae.

## Các loài
- Crameria amabilis Drury, 1773